# Oase (Paramaribo)
Vereniging Oase, maar meestal simpelweg Oase genoemd, is een Surinaamse recreatieve vereniging uit Zorg en Hoop, Paramaribo, waar sport en ontspanning centraal staan. Van dit type vereniging bestaan er meerdere in Suriname, maar Oase is een bekende en grote, met 1500 vaste leden. Op het terrein van Oase zijn verschillende sportfaciliteiten beschikbaar zoals een zwembad, kinderbad, tennisbanen, voetbalvelden, basketbalveld, volleybalveld, gym en trimbaan.

## Ontstaan
In 1950 kwam Jan Albert van Kessel na aankomst in Suriname op het idee hier een zwemvereniging op te zetten. De eerste poging een vereniging op te zetten om een zwembad aan te kunnen leggen mislukte echter en hij nam het initiatief op eigen kosten aan te vangen met de graafwerkzaamheden. Daarna kreeg ook de vereniging snel vorm en in 1951 werd de vereniging Oase definitief opgericht, kort daarop werd ook het eerste tennisveld aangelegd. De vereniging groeide in ledenaantallen en tot twee keer toe vond er ook een uitbreiding van het terrein plaats, waardoor Oase nu een divers aanbod van sportieve en recreatieve voorzieningen biedt in Paramaribo.

## Sporters
Zoals blijkt uit het bovenstaande biedt het terrein van Oase mogelijkheid voor het beoefenen van uiteenlopende sporten, wat tot gevolg heeft dat sporters van Oase uit verschillende disciplines zich als talent weten te ontwikkelen en presteren op landelijk niveau. Een uiting hiervan zijn de zwemmers die deel uitmaken van de afvaardiging naar continentale toernooien  en de Surinaamse kampioen van 2019 op de 10-kilometer open water zwemmen . Ook in het voetbal worden talentvolle spelers afgevaardigd naar de representatieve nationale selecties . 